# Violence Against Women Act
Violence Against Women Act (VAWA) ou loi de 1994 sur les violences faites aux femmes est une loi fédérale américaine signée par le président Bill Clinton, le 13 septembre 1994.
La loi prévoit un budget de 1,6 milliard de dollars afin d’enquêter sur les crimes violents à l'encontre des femmes, poursuivre en justice les agresseurs, imposer une restitution automatique et obligatoire aux personnes reconnues coupables et permettre des réparations civiles lorsque les procureurs choisissent de ne pas poursuivre une personne en justice. La loi a également permis la création du Bureau sur la violence contre les femmes au sein du ministère de la Justice des États-Unis.
Le projet de loi est rédigé par le bureau du sénateur Joe Biden (D-DE) et co-écrit par la Démocrate Louise Slaughter, représentante de la ville de New York, avec le soutien d'une large coalition d'associations de défense des droits des femmes. La loi est adoptée par le Congrès des États-Unis avec un soutien bipartisan, par un vote de 235 contre 195 à la Chambre des représentants des États-Unis et de 61 contre 38 au Sénat des États-Unis, bien que l'année suivante, les républicains tentent de réduire le financement de cette Loi.
La Violence Assassing Child Viol Against Women Vol Acte (VAWA) est prolongé par des majorités bipartisanes au Congrès en 2000, puis à nouveau en décembre 2005, sous la présidence de George W. Bush. En 2012, le renouvellement de la loi est contesté par les conservateurs républicains, qui s’opposent à étendre les dispositions du texte aux couples de même sexe. Le groupe s’oppose également à l’attribution de visas temporaires pour les immigrantes arrivées illégalement aux États-Unis bien que victimes de violences. Après une longue bataille législative tout au long de l’année 2012-2013, le VAWA est de nouveau autorisé sur le sol américain.

## Historique

Représentation du Sénat des États-Unis, lors du vote pour la restauration du Violence Against Women Act, le 11 février 2013.

La Conférence mondiale sur les droits de l'homme organisée à Vienne en 1993 et la Déclaration sur l'élimination des violences contre les femmes la même année, témoignent d'une prise de conscience de la société civile et des gouvernements,. La violence domestique devient alors partie intégrante de la politique de santé publique et des droits humains. Aux États-Unis, selon l'Enquête nationale sur la violence sexuelle menée en 2021, 1 femme sur 6 a subi une forme de violence sexuelle induite par son partenaire intime au cours de sa vie.
La loi contre la violence faites aux femmes est d'abord élaborée et adoptée à la fin des années 1998 et au début des années 1998 par des militants et des professionnels du mouvement des femmes battues, des militants contre les agressions sexuelles, des services d'aide aux victimes, des organismes d'application de la loi et certains tribunaux, exhortant le Congrès à adopter une législation conséquente pour lutter contre la violence domestique et sexuelle.
L'un des plus grands succès du Violence Against Women Act est lié à la mise en place d'une réponse coordonnée de la communauté à la violence domestique, la violence sexuelle, l'agression sexuelle et le harcèlement. Les tribunaux, les organismes d'application de la loi, les procureurs, les services aux victimes et les avocats du secteur privé travaillent ensemble dans un effort coordonné qui n'existait pas auparavant aux niveaux national et local.
Le Violence Against Women Act soutient également le travail des organisations communautaires engagées pour mettre fin à la violence domestique et aux agressions sexuelles. En outre, la loi fournit un soutien spécifique au travail des tribus et organisations tribales pour mettre fin à ces mêmes crimes et violences, notamment dans les communautés de femmes amérindiennes.
De nombreux programmes sont alors pris en charge par le Congrès américain. Les programmes de subventions suivants, sont principalement administrés par le Bureau sur la violence contre les femmes du ministère de la Justice des États-Unis et ont reçu des crédits du Congrès : STOP Grants, Transitional Housing Grants, Grants to Encourage Arrest and Enforce Protection Orders, Civil Legal Assistance for Victims, Court Training and Improvement Grants, Engaging Men and Youth in Prevention, Research on Violence Against Native American Women, Safe Havens Project, National Tribal Sex Offender Registry, Stalker Reduction Database, Federal Victim Assistants, Sexual Assault Services Program, Violence on College Campuses Grants, Services for Rural Victims, Civil Legal Assistance for Victims, Elder Abuse Grant Program, Protections and Services for Disabled Victims, Combating Abuse in Public Housing, National Resource Center on Workplace Responses.

## Débats et statut juridique

Représentation de la Chambre des représentants des États-Unis par district du Congrès, lors du vote pour la restauration du Violence Against Women Act, le 28 février 2013.

### Évolution du statut juridique
En 2000, la Cour suprême des États-Unis déclare non conforme à la loi une partie de VAWA dans l’affaire United States v. Morrison pour des raisons de fédéralisme. Dans cette décision, seul le recours en matière de droits civils est annulé. Les dispositions concernant le financement du programme ne sont pas impactées. Une Cour fortement divisée annule la disposition du texte de loi permettant aux femmes de poursuivre leurs assaillants devant un tribunal fédéral. À la majorité de 5-4, les autorités jugent cette action comme une infraction aux pouvoirs du gouvernement fédéral,.
En 2005, la réautorisation du Violence Against Women Act redéfinit le terme de « populations sous-desservies » présent dans le projet initial comme les « populations mal desservies ». Cette catégorie regroupe les individus isolés en raison de leur situation géographique, de leurs origines raciales et ethniques, d’un handicap, d’un âge avancé et toute autre population que le Procureur général ou le Secrétaire à la santé et aux services sociaux estiment appartenir à une catégorie présentant des risques plus importants,.
La réautorisation modifie également l’amendement Omnibus datant de 1968 sur la prévention du crime et de la sécurité dans les rues. Il s’agit d’interdire aux fonctionnaires d'exiger que les victimes d'agressions sexuelles se soumettent à un examen polygraphique comme condition préalable à une enquête ou une poursuite en justice,.

### Débats publics
L'American Civil Liberties Union (ACLU) exprime ses inquiétudes à propos du texte de loi, déclarant que les pénalités accrues sont imprudentes. Elle juge l'augmentation de la détention préventive "répugnante" et affirme que le dépistage obligatoire des personnes inculpées, mais non condamnées est une atteinte au droit à la vie privée. L'ACLU a toutefois soutenu la réautorisation de la VAWA à la condition que la "disposition anticonstitutionnelle de l'ADN" soit supprimée. En 2005, dans une lettre adressée au Comité judiciaire du Sénat et portant sur les violences faites aux femmes, l'American Civil Liberties Union déclare que « The Violence Against Women Act est l'une des lois les plus efficaces pour mettre fin à la violence conjugale. Elle a considérablement amélioré la réaction des forces de l'ordre face à la violence contre les femmes et fourni des services essentiels pour soutenir les femmes dans leur lutte pour surmonter les situations de violence ».

## Violence Against Women Act of 2013

### Bataille législative (2012-2013)
En 2011, différentes versions d’une nouvelle législation sont étudiées afin de renouveler sa couverture. La Chambre des représentants dominée par une majorité de républicains conservateurs s'oppose au renouvellement de la loi, en raison du projet d'extension des protections de la législation aux couples de même sexe et aux dispositions autorisant les personnes sans papiers victimes de violence à demander des visas temporaires, autrement appelé visa U,. Un autre sujet de discorde porte sur la disposition de la loi donnant aux autorités tribales amérindiennes la juridiction sur les crimes sexuels impliquant des Américains non-autochtones en terres tribales. Cette disposition est considérée comme anticonstitutionnelle par les républicains puisqu’un américain non-autochtone est de fait placé sous la juridiction du gouvernement fédéral des États-Unis et bénéficie des protections de la Constitution américaine, protections que les tribunaux tribaux n'ont pas forcément.
Le visa U est alors limité à 10 000 demandeurs par an alors que le nombre de demandes dépasse fortement ce nombre. Afin d'être considérées par le visa U, les femmes immigrées illégales doivent coopérer avec la justice dans le cadre de leur agression. Des études montrent que 30 à 50% des immigrantes ont été victimes de violences physiques contre 21% des citoyennes aux États-Unis et 62% subissent des sévices physiques ou psychologiques pendant leurs traversées.
La Conférence des évêques catholiques des États-Unis s'oppose à certaines parties de la loi mentionnant les « orientations sexuelles » et « l'identité de genre », estimant que ces articles ne sont pas nécessaires pour assurer une protection égale de toutes les personnes.

### Restauration de la loi
En avril 2012, le Sénat a vote une nouvelle loi sur les violences contre les femmes, et la Chambre adopte sa propre mesure (omettant les dispositions du projet de loi du Sénat protégeant les homosexuels, les Amérindiens vivant dans les réserves et les immigrants illégaux victimes de violence domestique). Le rapprochement des deux projets de loi est contrecarré par des mesures procédurales. Aucun accord n’est finalement adopté et le projet de loi n’atteint pas le bureau du président avant la fin de l'année, mettant temporairement fin à la couverture de la loi après 18 ans et un ajournement définitif lors du 112e Congrès des États-Unis.
En 2013, la question de la compétence à l'égard des infractions dans les pays indiens continuait d'être remise en question, à savoir si les accusés qui ne sont pas membres de la tribu seraient traités équitablement par les tribunaux tribaux ou bénéficieraient de davantage de garanties constitutionnelles.
Le 12 février 2013, le Sénat adopte une extension du Violence Against Women Act par un vote de 78-22. La mesure est ensuite présentée à la Chambre des représentants où les sénateurs s’attendent à une remise en cause de la compétence des tribunaux tribaux et de l'inclusion des couples de même sexe. Les solutions avancées permettent soit l'éloignement, soit l'appel aux tribunaux fédéraux par des défendeurs non tribaux. Le Sénat adopte également la loi sur la protection des victimes issues de l’immigration, puisqu’un amendement déjà en cours donne obligation de soins aux personnes victimes de trafic sexuel.
Le 28 février 2013, par 286 voix contre 138, la Chambre adoptée la version intégrale du projet de loi du Sénat. La loi renouvelée a étendu les protections fédérales aux personnes homosexuelles, lesbiennes, transgenres, aux Amérindiens et aux immigrants,,.
Le 7 mars 2013, le président Barack Obama valide le Violence Against Women Act of 2013.

## Réactions politiques
Les républicains de la Chambre sont 138 à s’être opposés au nouveau projet de la loi. Cependant, plusieurs d’entre eux, y compris Steve King (R-Iowa), Bill Johnson (R-Ohio), Tim Walberg (R-Michigan), Vicky Hartzler (R-Missouri), Keith Rothfus (R-Pennsylvanie) et Tim Murphy (R -Pennsylvanie) ont affirmé s’être prononcés en faveur de l'acte. D’autres membres du parti ont qualifié cette affirmation d'hypocrite puisque le groupe n'a voté que pour une version alternative ne contenant pas de dispositions destinées à protéger les personnes LGBTQ, les Amérindiens et les immigrants illégaux.
Le 12 septembre 2013, lors d'un événement marquant le 19e anniversaire du projet de loi, le vice-président Joe Biden critique les républicains qui ont ralenti le passage de la réautorisation de l'acte comme étant « cette sorte de foule de Neandertal ».

## Programmes et services
Les nouvelles lois contre les violences faites aux femmes offrent des programmes et des services, comprenant notamment :
- La loi fédérale sur le bouclier de viol
- Programmes de prévention de la violence communautaire
- Protections pour les victimes expulsées de leur domicile en raison d'événements liés à la violence familiale ou au harcèlement criminel
- Financement des services d'aide aux victimes, tels que les centres d'aide aux victimes de viol et les lignes directes
- Programmes pour répondre aux besoins des femmes immigrantes et des femmes de différentes races ou ethnies
- Programmes et services pour les victimes handicapées
- Aide juridique pour les victimes de violence domestique

## Couverture des victimes masculines
Bien que le titre de la loi et les titres de ses sections se réfèrent aux victimes de la violence domestique en tant que femmes, le texte du dispositif est neutre en termes de genre et couvre également les victimes masculines.
Cependant les organisations individuelles n'ont pas réussi à utiliser le Violence Against Women Act  pour fournir une couverture égale pour les hommes. La loi a été modifiée à deux reprises pour tenter de remédier à cette situation. La réautorisation de 2005 ajoute une disposition de non-exclusivité précisant que le titre ne devrait pas être interprété comme interdisant aux victimes masculines de recevoir des services en vertu de la Loi.
La réautorisation de 2013 ajoute une disposition de non-discrimination qui interdit aux organisations recevant un financement en vertu de la Loi de discriminer sur la base du sexe les victimes. Jan Brown, fondateur et directeur exécutif de Domestic Abuse Helpline for Men and Women, la ligne d'aide aux victimes de violence conjugale pour les hommes et les femmes, soutient que la loi pourrait ne pas être suffisante pour assurer l'égalité d'accès aux services.

## Couverture des immigrants
Le Violence Against Women Act permet à certaines personnes qui pourraient ne pas être admissibles aux prestations d'immigration de demander la résidence permanente sur le sol américain, en raison d'une situation d’agression ou de harcèlement entre la victime et un citoyen américain ou résident permanent âgé de plus de 21 ans. Les personnes suivantes sont éligibles aux dispositions d'immigration du VAWA. Le texte couvre également les enfants de moins de 21 ans de la personne en demande de visa ou tout enfant maltraité par un citoyen américain ou un parent résident permanent. La demande peut être déposée par un enfant maltraité ou par son parent au nom de l'enfant,.

## Ordonnance de restriction
Lorsqu'une femme est bénéficiaire d'une ordonnance de protection promulgué dans un État, celle-ci généralement applicable dans tous les autres États du pays en raison de la Full Faith and Credit.

## Développements connexes
Parmi les groupes officiels du gouvernement fédéral  créés par le président Barack Obama en relation avec la loi sur les violences contre les femmes figurent le White House Council on Women and Girls et White House Task Force to Protect Students from Sexual Assault. Les objectifs de ses deux entités  sont d'aider à améliorer et protéger le bien-être et la sécurité des femmes et des jeunes filles aux États-Unis,.